# Bulbophyllum obtusatum
Bulbophyllum obtusatum là một loài phong lan thuộc chi Bulbophyllum.